# Luís da Guerra
Luís da Guerra (c. 1396 - Abrantes, 1458) foi um prelado português.

## Biografia
D. Luís da Guerra era filho de D. Pedro da Guerra (c. 1366 - 1406) (filho do Infante D. João e neto de D. Pedro I e de D. Inês de Castro)  e de sua mulher (c. 1395) Teresa Anes Andeiro (- 8 de Abril de 1440). Sendo bisneto do Rei D. Pedro I era, também, respectivamente, meio-sobrinho, meio-primo-irmão e meio-primo-tio dos Reis que viu passar pelo trono: D. João I, D. Duarte I e D. Afonso V. Era ainda meio-irmão do 19.º Bispo do Algarve, 26.º Bispo do Porto e 30.º Arcebispo de Braga Primaz das Espanhas D. Fernando da Guerra.
Estudou Direito Canónico na Universidade de Paris e foi Deão da Sé de Braga e passou a Roma, nos Estados Pontifícios, onde estava quando o Papa Martinho V, a pedido de D. João I, o nomeou 24.º Bispo da Guarda, a 12 de Fevereiro de 1427. Em 1428 já estava na sua Diocese.
É tradição que morreu em Abrantes em 1458.